# Синкевичи
Синкевичи (бел. Сінкевічы) — агрогородок в Лунинецком районе Брестской области Беларуси. Административный центр Синкевичского сельсовета. Население — 825 человек (2019).

## География
Синкевичи расположены в 15 км к западу от Микашевичей и в 30 км к востоку от города Лунинец. Местность принадлежит к бассейну Днепра, агрогородок стоит на левом берегу реки Лань, на противоположном берегу находится деревня Мокрово. К северу от деревни проходит магистраль М10 (Кобрин — Гомель), ещё одна дорога ведёт из Синкевичей через Мокрово в агрогородок Любань. На южной окраине поселения располагается ж/д платформа Синкевичи на линии Брест — Гомель.

## Геральдика
Герб учреждён Указом Президента Республики Беларусь от 2 декабря 2008 года № 659 и зарегистрирован в Государственном геральдическом регистре Республики Беларусь 23 января 2009 года № Б-153.

## Культура
- Дом культуры
- Музей ГУО «Синкевичская средняя школа»

## События и мероприятия
- 16 сентября 2023 года — районный фестиваль «Дажынкi»[4]

## Достопримечательности
- Георгиевская церковь. Деревянная православная церковь построена на рубеже XVII и XVIII веков. На расстоянии 10 м от церкви возведена деревянная колокольня. Церковь — памятник архитектуры деревянного зодчества полесской школы[5] [6] —  Историко-культурная ценность Республики Беларусь, шифр 112Г000469.
- Курганный могильник. В 2 км к востоку от села. Относится к XI—XIII веку[7][8] —  Историко-культурная ценность Республики Беларусь, шифр 113В000470.
- Братская могила советских воинов и партизан. В 1951 году установлен обелиск[5].

Георгиевская церковь и курганный могильник включены в Государственный список историко-культурных ценностей Республики Беларусь.

### Памятник, скульптура
- Памятник В. И. Ленину

### Утраченное наследие
- Деревянный костёл. Судя по сохранившейся фотографии ещё существовал в 1939 году. Вероятно уничтожен в годы Великой Отечественной войны или послевоенное время.

## Галерея
- Панорама
- Церковь Святого Георгия
- Георгиевская церковь на фото 1930-х годов
- Церковь Святого Георгия на почтовой марке
- Памятник Великой Отечественной войны
- Железнодорожная станция Синкевичи